# Microcèbe de la Montagne d'Ambre
Microcebus arnholdi · Microcèbe de Arnhold
Espèce
Statut de conservation UICN

 VU  : Vulnérable
Le Microcèbe de la Montagne d'Ambre (Microcebus arnholdi) ou Microcèbe de Arnhold est une espèce de microcèbes endémique de Madagascar. Il a été découvert le 27 novembre 2005 et, selon les tests génétiques, est génétiquement distinct de son plus proche parent, Microcebus sambiranensis.

## Étymologie
Son nom a été choisi en l'honneur de Henry Arnhold de New York, dont l'objectif était de mettre en relation le bien être des populations des pays en développement à la protection de la biodiversité. Il aida également à la création de Conservation International.

## Description
Le Microcèbe de la Montagne d'Ambre pèse en moyenne une cinquantaine de grammes, comme d'autres lémuriens son poids fluctuant en fonction de la saison. L'holotype de l'espèce, recueilli le 27 novembre 2005, pesait 71,0 g, une longueur de corps de 81 mm et une longueur de la queue de 129 mm. D'autres mesures incluent la couronne de tête de 33 mm, la longueur museau de 9,4 mm et la longueur des oreilles de 17,8 mm.
Le pelage dorsal est brun foncé, rouge et gris, avec une ligne médiane courant sur la base de la queue brun foncé. La queue a une pointe de brun foncé. Le pelage ventral est blanc crème, avec des nuances de gris. La tête est rouge, brun foncé sur le museau et autour des yeux. Il y a aussi une arête du nez blanc qui s'arrête à l'extrémité distale du museau.

## Répartition et habitat
Cette espèce est endémique à la province d'Antsiranana dans le Nord de Madagascar. Elle est présente dans le parc national de la Montagne d'Ambre et dans la réserve spéciale. Elle vit dans la forêt tropicale humide de montagne.

## Publication originale
- (en) Edward E. Louis, Jr., Shannon E. Engberg, Susie M. McGuire, Marilyn J. McCormick, Richard Randriamampionona, Jean Freddy Ranaivoarisoa, Carolyn A. Bailey, Russell A. Mittermeier et Runhua Lei, « Revision of the Mouse Lemurs, Microcebus (Primates, Lemuriformes), of Northern and Northwestern Madagascar with Descriptions of Two New Species at Montagne d'Ambre National Park and Antafondro Classified Forest », Primate Conservation, Conservation International, vol. 23, no 1,‎ novembre 2008, p. 19-38 (ISSN 0898-6207 et 2162-4232, DOI 10.1896/052.023.0103, lire en ligne).